# Chaligny
Chaligny település Franciaországban, Meurthe-et-Moselle megyében. Lakosainak száma 2756 fő (2022. január 1.). Chaligny Chavigny, Laxou, Maron, Neuves-Maisons, Pont-Saint-Vincent, Sexey-aux-Forges és Villers-lès-Nancy községekkel határos.

## Népesség
A település népességének változása:
| Lakosok száma | 2933 | 3077 | 2929 | 3058 | 2937 | 2878 | 2858 | 2826 | 2803 | 2756 |
|               | 1968 | 1982 | 1990 | 2006 | 2013 | 2015 | 2017 | 2019 | 2020 | 2022 |